# Chiasmocleis alagoana
Chiasmocleis alagoana es una especie  de anfibio anuro de la familia Microhylidae. Se distribuye por los estados de Alagoas, Paraíba y Pernambuco, en el nordeste de Brasil. Habita entre la hojarasca en zonas de mata atlántica.
Las hembras son de mayor tamaño midiendo entre 23 y 29 mm de longitud, mientras que los machos miden entre 19 y 22 mm. Los machos tienen además una garganta oscura y los dedos de las patas traseras palmeados. Se congregan en grandes números en charcas para reproducirse en días muy lluviosos durante la estación lluviosa (entre abril y septiembre). Cada hembra pone más de 200 huevos.